# Lupus von Sens

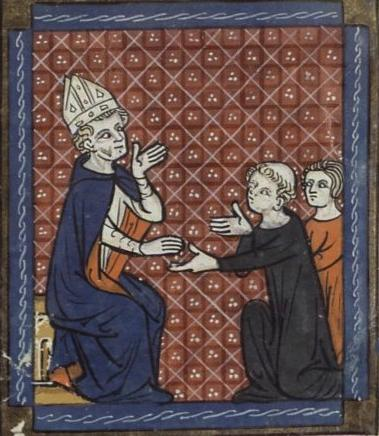
Der heilige Lupus von Sens gibt Almosen. Aus einer Handschrift des 14. Jahrhunderts.

Lupus von Sens (* 573 in Orléans; † 1. September 623), auch Leu, St. Lupus, französisch Saint Loup, ist ein Heiliger der Römisch-katholischen Kirche. Er war einer der frühen Bischöfe von Sens. Sein Gedenktag ist der 1. September.

## Leben nach der Legende
Lupus war dem Martyrologium Romanum zufolge durch seine Mutter Austregildis mit dem merowingischen Herrscherhaus verwandt. Zwei Onkel, Brüder seiner Mutter, sollen Bischöfe gewesen sein, Austrenus von Orléans und Aunarius von Auxerre. Er wurde Priester. Im Jahr 609 starb der Erzbischof Artème von Sens und das Volk wählte Leu zum Nachfolger. 614 nahm er an der Synode von Paris teil. Der Abt von Saint Rémi in Reims, Madegesil, war sein Gegenspieler und intrigierte gegen ihn am Hof Chlothars II. Der König stellte ihn daraufhin zur Rede und Lupus erklärte, das Volk dürfe mit Recht erwarten, dass seine Priester Gott und dem König mehr gehorchen als einem einfachen Fürsten. Chlothar schickte Leu ins Exil nach Ansenne an der Somme, ein zu jener Zeit noch nicht christianisiertes Gebiet, und Lupus missionierte dort. Bereits im darauffolgenden Jahr konnte er nach Sens zurückkehren. Als großer Verehrer der heiligen Kolumba unterstützte er ihr Kloster in Sens und verfügte, dass sein Leichnam in der Abteikirche Sainte-Colombe begraben werden solle.
In der Legenda aurea wird er in einer Buchmalerei dargestellt, wie er die Glocken einer Kirche läutet, um damit die heranrückenden Reiter des Königs Dotarius zu vertreiben.

## Patrozinien
Kirchen, die nach Lupus von Sens benannt wurden, sind unter anderem:
- Saint-Loup in Saint-Loup-de-Naud (Département Seine-et-Marne)
- Sankt Lupus Wilflingen, früherer Patron der Pfarrkirche von Wilflingen
- Saint-Loup in Brienon-sur-Armançon
- St. Lupus, ehemalige katholische Pfarrei, Pfarrkirche und Hospital in der Kölner Altstadt-Nord

Klöster:
- Kloster Saint-Loup (Saint-Jean-de-Braye)